# Kim Pyong-il
Kim Pyong-il (en coreano: 김평일; Pionyang, 10 de agosto de 1954) es el medio hermano menor paterno del exdirigente de Corea del Norte, Kim Jong-il, e hijo de Kim Il-sung. Es el actual embajador de Corea del Norte en la República Checa.

## Fondo familiar y primeros años
Sus padres fueron Kim Il-sung y Kim Song-ae, exsecretaria del régimen. Kim tuvo un hermano menor, Yong-il, y una hermanastra mayor, Kim Kyong-hui, quien se casó con el oficial de alto mando Jang Song-thaek. Fue nombrado después de otro hijo con el mismo nombre, quien nació en Vyatskoye en 1944; que el hijo, también conocido como Shura Kim, que presuntamente se ahogó en Pionyang en 1947. Se graduó en la Universidad Kim Il-sung, especializándose en economía, y más tarde asistió a la Universidad Nacional de la Guerra Kim Il-sung, tras lo que fue nombrado comandante de batallón.
Kim Pyong-il mantuvo un fuerte rivalidad con su hermano Kim Jong-il a mediados de los setenta. Por aquel entonces, Kim Pyong-il llegó a ser conocido como un mujeriego que ocasionaba fuertes escándalos; a veces, los miembros del partido gritaban "¡Larga vida a Pyong-il!". Kim Jong-il comprendió que eso podría interpretarse como una amenaza al culto a la personalidad que envolvía a su padre Kim Il-sung, e informó del asunto. Al parecer Kim Il-sung se enfureció, y por ello Kim Pyong-il cayó en desgracia ante su padre mientras Kim Jong-il veía reforzada su posición. Su posición como sucesor de Kim Il-Sung se vio definitivamente debilitada por la negativa de su madre a apoyarle a ocupar el cargo.
En 1980, durante el sexto congreso del Partido de los Trabajadores, fue apartado definitivamente de la línea de sucesión de su padre en favor de su hermanastro mayor, Kim Jong-il.

## Carrera diplomática
En 1979, Kim comenzó una serie de puestos diplomáticos a varios países en Europa de modo que no pueda influir su política en su país natal. Su primera asignación en el extranjero fue en la República Federativa Socialista de Yugoslavia. Fue ascendido al puesto de embajador a la República Popular de Hungría en 1988, pero fue transferido a República Popular de Bulgaria en respuesta a Hungría a la apertura de relaciones diplomáticas con Corea del Sur en 1989. Esto fue seguido por un puesto en Finlandia.
En 1998, después de que Corea del Norte cerrara su embajada en Finlandia para ahorrar dinero e impedir deserciones, Kim fue transferido a Polonia. Su embajador fue sugerido inicialmente para estar en un limbo, ya que nueve meses después de su puesto, todavía debía entregar sus credenciales al presidente polaco. Sin embargo,  quedó como embajador en Polonia, y su hija Kim Eun-sung e hijo Kim En-kang asistieron a la universidad en Polonia. Era algo poco común en la comunidad diplomática de Varsovia, sólo ocasionalmente apareciendo en las funciones realizadas por las embajadas de Argelia, Rusia y Siria.
En 2015, fue transferido a la República Checa.

## Relaciones con Pionyang
Kim Pyong-il continúa siendo considerado una amenaza para el régimen norcoreano debido a su parecido a su padre Kim Il-sung. Los informes, se sostiene que está bajo el Servicio de Inteligencia Norcoreano y el Surcoreano. Sin embargo, ha mantenido un perfil bajo, en contraste a su sobrino Kim Jong-nam quién daba frecuentes entrevistas hacia los medios de comunicación japoneses. En julio de 2011, los medios surcoreanos informaron que Kim volvió a su tierra natal para una visita. Algunas fuentes afirmaron que estuvo bajo arresto domiciliario desde mayo, aunque otras especulaciones hablan de que visitaba a su madre Kim Song-ae, que estaba a punto de morir o preparándose para presenciar el aniversario de la muerte de su padre. En diciembre de 2011, los oficiales surcoreanos dijeron que Kim Pyong-il estaría en Polonia y no asistiría al funeral de Kim Jong-il. Kim Pyong-il y Kim Song-ae asistieron al funeral de Kim Il-sung en 1994, pero las transmisiones televisivas norcoreanas censuraron sus imágenes.

## Ascendencia
|                |                |                |                |                |                |              |              |              |              |              |              |              |              |              |              |              |              |             |             |               |               |               |               |               |               |              |              |              |              |              |              |              |              | Kim Bo-hyon   |               |               |               |               |               |               |               |               |               |               |               |              |              |                 |                 |                 |                 |                 |                 |             |             |              |              |              |              |              |              |
|                |                |                |                |                |                |              |              |              |              |              |              |              |              |              |              |              |              |             |             |               |               |               |               |               |               |              |              |              |              |              |              |              |              |               |               |               |               |               |               |               |               |               |               |               |               |              |              |                 |                 |                 |                 |                 |                 |             |             |              |              |              |              |              |              |
|                |                |                |                |                |                |              |              |              |              |              |              |              |              |              |              |              |              |             |             |               |               |               |               |               |               |              |              |              |              |              |              |              |              | Kim Hyŏng-jik | Kim Hyŏng-jik | Kim Hyŏng-jik | Kim Hyŏng-jik | Kim Hyŏng-jik | Kim Hyŏng-jik |               |               | Kang Pan-sok  | Kang Pan-sok  | Kang Pan-sok  | Kang Pan-sok  | Kang Pan-sok | Kang Pan-sok |                 |                 |                 |                 |                 |                 |             |             |              |              |              |              |              |              |
|                |                |                |                |                |                |              |              |              |              |              |              |              |              |              |              |              |              |             |             |               |               |               |               |               |               |              |              |              |              |              |              |              |              | Kim Hyŏng-jik | Kim Hyŏng-jik | Kim Hyŏng-jik | Kim Hyŏng-jik | Kim Hyŏng-jik | Kim Hyŏng-jik |               |               | Kang Pan-sok  | Kang Pan-sok  | Kang Pan-sok  | Kang Pan-sok  | Kang Pan-sok | Kang Pan-sok |                 |                 |                 |                 |                 |                 |             |             |              |              |              |              |              |              |
|                |                |                |                |                |                |              |              |              |              |              |              |              |              |              |              |              |              |             |             |               |               |               |               |               |               |              |              |              |              |              |              |              |              |               |               |               |               |               |               |               |               |               |               |               |               |              |              |                 |                 |                 |                 |                 |                 |             |             |              |              |              |              |              |              |
|                |                |                |                |                |                |              |              |              |              |              |              |              |              |              |              |              |              |             |             |               |               |               |               |               |               |              |              |              |              |              |              |              |              |               |               |               |               |               |               |               |               |               |               |               |               |              |              |                 |                 |                 |                 |                 |                 |             |             |              |              |              |              |              |              |
|                |                |                |                |                |                |              |              |              |              |              |              |              |              |              |              |              |              |             |             |               |               |               |               |               |               |              |              |              |              | Kim Jong-suk | Kim Jong-suk | Kim Jong-suk | Kim Jong-suk | Kim Jong-suk  | Kim Jong-suk  |               |               | Kim Il-sung   | Kim Il-sung   | Kim Il-sung   | Kim Il-sung   | Kim Il-sung   | Kim Il-sung   |               |               | Kim Sŏng-ae  | Kim Sŏng-ae  | Kim Sŏng-ae     | Kim Sŏng-ae     | Kim Sŏng-ae     | Kim Sŏng-ae     |                 |                 | Kim Yong-ju | Kim Yong-ju | Kim Yong-ju  | Kim Yong-ju  | Kim Yong-ju  | Kim Yong-ju  |              |              |
|                |                |                |                |                |                |              |              |              |              |              |              |              |              |              |              |              |              |             |             |               |               |               |               |               |               |              |              |              |              | Kim Jong-suk | Kim Jong-suk | Kim Jong-suk | Kim Jong-suk | Kim Jong-suk  | Kim Jong-suk  |               |               | Kim Il-sung   | Kim Il-sung   | Kim Il-sung   | Kim Il-sung   | Kim Il-sung   | Kim Il-sung   |               |               | Kim Sŏng-ae  | Kim Sŏng-ae  | Kim Sŏng-ae     | Kim Sŏng-ae     | Kim Sŏng-ae     | Kim Sŏng-ae     |                 |                 | Kim Yong-ju | Kim Yong-ju | Kim Yong-ju  | Kim Yong-ju  | Kim Yong-ju  | Kim Yong-ju  |              |              |
|                |                |                |                |                |                |              |              |              |              |              |              |              |              |              |              |              |              |             |             |               |               |               |               |               |               |              |              |              |              |              |              |              |              |               |               |               |               |               |               |               |               |               |               |               |               |              |              |                 |                 |                 |                 |                 |                 |             |             |              |              |              |              |              |              |
|                |                |                |                |                |                |              |              |              |              |              |              |              |              |              |              |              |              |             |             |               |               |               |               |               |               |              |              |              |              |              |              |              |              |               |               |               |               |               |               |               |               |               |               |               |               |              |              |                 |                 |                 |                 |                 |                 |             |             |              |              |              |              |              |              |
|                |                |                |                |                |                |              |              |              |              |              |              |              |              |              |              |              |              |             |             |               |               |               |               |               |               |              |              |              |              |              |              |              |              |               |               |               |               |               |               |               |               |               |               |               |               |              |              |                 |                 |                 |                 |                 |                 |             |             |              |              |              |              |              |              |
|                |                |                |                |                |                |              |              |              |              |              |              |              |              |              |              |              |              |             |             |               |               |               |               |               |               |              |              |              |              |              |              |              |              |               |               |               |               |               |               |               |               |               |               |               |               |              |              |                 |                 |                 |                 |                 |                 |             |             |              |              |              |              |              |              |
| Kim Young-sook | Kim Young-sook | Kim Young-sook | Kim Young-sook | Kim Young-sook | Kim Young-sook |              |              | Song Hye-rim | Song Hye-rim | Song Hye-rim | Song Hye-rim | Song Hye-rim | Song Hye-rim |              |              | Kim Jong-il  | Kim Jong-il  | Kim Jong-il | Kim Jong-il | Kim Jong-il   | Kim Jong-il   |               |               | Ko Young-hee  | Ko Young-hee  | Ko Young-hee | Ko Young-hee | Ko Young-hee | Ko Young-hee |              |              | Kim Ok       | Kim Ok       | Kim Ok        | Kim Ok        | Kim Ok        | Kim Ok        |               |               | Kim Kyong-hui | Kim Kyong-hui | Kim Kyong-hui | Kim Kyong-hui | Kim Kyong-hui | Kim Kyong-hui |              |              | Jang Song-thaek | Jang Song-thaek | Jang Song-thaek | Jang Song-thaek | Jang Song-thaek | Jang Song-thaek |             |             | Kim Pyong-il | Kim Pyong-il | Kim Pyong-il | Kim Pyong-il | Kim Pyong-il | Kim Pyong-il |
| Kim Young-sook | Kim Young-sook | Kim Young-sook | Kim Young-sook | Kim Young-sook | Kim Young-sook |              |              | Song Hye-rim | Song Hye-rim | Song Hye-rim | Song Hye-rim | Song Hye-rim | Song Hye-rim |              |              | Kim Jong-il  | Kim Jong-il  | Kim Jong-il | Kim Jong-il | Kim Jong-il   | Kim Jong-il   |               |               | Ko Young-hee  | Ko Young-hee  | Ko Young-hee | Ko Young-hee | Ko Young-hee | Ko Young-hee |              |              | Kim Ok       | Kim Ok       | Kim Ok        | Kim Ok        | Kim Ok        | Kim Ok        |               |               | Kim Kyong-hui | Kim Kyong-hui | Kim Kyong-hui | Kim Kyong-hui | Kim Kyong-hui | Kim Kyong-hui |              |              | Jang Song-thaek | Jang Song-thaek | Jang Song-thaek | Jang Song-thaek | Jang Song-thaek | Jang Song-thaek |             |             | Kim Pyong-il | Kim Pyong-il | Kim Pyong-il | Kim Pyong-il | Kim Pyong-il | Kim Pyong-il |
|                |                |                |                |                |                |              |              |              |              |              |              |              |              |              |              |              |              |             |             |               |               |               |               |               |               |              |              |              |              |              |              |              |              |               |               |               |               |               |               |               |               |               |               |               |               |              |              |                 |                 |                 |                 |                 |                 |             |             |              |              |              |              |              |              |
|                |                |                |                |                |                |              |              |              |              |              |              |              |              |              |              |              |              |             |             |               |               |               |               |               |               |              |              |              |              |              |              |              |              |               |               |               |               |               |               |               |               |               |               |               |               |              |              |                 |                 |                 |                 |                 |                 |             |             |              |              |              |              |              |              |
|                |                |                |                | Kim Sul-song   | Kim Sul-song   | Kim Sul-song | Kim Sul-song | Kim Sul-song | Kim Sul-song |              |              | Kim Jong-nam | Kim Jong-nam | Kim Jong-nam | Kim Jong-nam | Kim Jong-nam | Kim Jong-nam |             |             | Kim Jong-chul | Kim Jong-chul | Kim Jong-chul | Kim Jong-chul | Kim Jong-chul | Kim Jong-chul |              |              | Kim Jong-un  | Kim Jong-un  | Kim Jong-un  | Kim Jong-un  | Kim Jong-un  | Kim Jong-un  |               |               | Kim Yo-jong   | Kim Yo-jong   | Kim Yo-jong   | Kim Yo-jong   | Kim Yo-jong   | Kim Yo-jong   |               |               |               |               |              |              |                 |                 |                 |                 |                 |                 |             |             |              |              |              |              |              |              |
|                |                |                |                | Kim Sul-song   | Kim Sul-song   | Kim Sul-song | Kim Sul-song | Kim Sul-song | Kim Sul-song |              |              | Kim Jong-nam | Kim Jong-nam | Kim Jong-nam | Kim Jong-nam | Kim Jong-nam | Kim Jong-nam |             |             | Kim Jong-chul | Kim Jong-chul | Kim Jong-chul | Kim Jong-chul | Kim Jong-chul | Kim Jong-chul |              |              | Kim Jong-un  | Kim Jong-un  | Kim Jong-un  | Kim Jong-un  | Kim Jong-un  | Kim Jong-un  |               |               | Kim Yo-jong   | Kim Yo-jong   | Kim Yo-jong   | Kim Yo-jong   | Kim Yo-jong   | Kim Yo-jong   |               |               |               |               |              |              |                 |                 |                 |                 |                 |                 |             |             |              |              |              |              |              |              |
|                |                |                |                |                |                |              |              |              |              |              |              | Kim Han-sol  |              |              |              |              |              |             |             |               |               |               |               |               |               |              |              |              |              |              |              |              |              |               |               |               |               |               |               |               |               |               |               |               |               |              |              |                 |                 |                 |                 |                 |                 |             |             |              |              |              |              |              |              |